# Nationales Literaturmuseum der Ukraine
Koordinaten: 50° 26′ 43″ N, 30° 30′ 59″ O
Das Nationale Literaturmuseum der Ukraine (ukrainisch Національний музей літератури України) ist ein Literaturmuseum in der ukrainischen Hauptstadt Kiew.
Das 1986 eröffnete Museum umfasst alle Perioden der ukrainischen Literatur von der Kiewer Rus bis in die Gegenwart. Es ist täglich von 9.00 bis 17.00 Uhr und sonntags von 10:00 bis 17:00 Uhr geöffnet. Die Gesamtzahl der ausgestellten Gegenstände beträgt etwa 5.000 Exponate, insgesamt umfasst die Sammlung des Museums mehr als 80.000 Exponate. Neben den Ausstellungen veranstaltet das Museum regelmäßig literarische Festivals, Literaturpreisverleihungen, Präsentationen und Veröffentlichungen und organisiert Abende mit Schriftstellern, Wissenschaftlern und Künstlern.

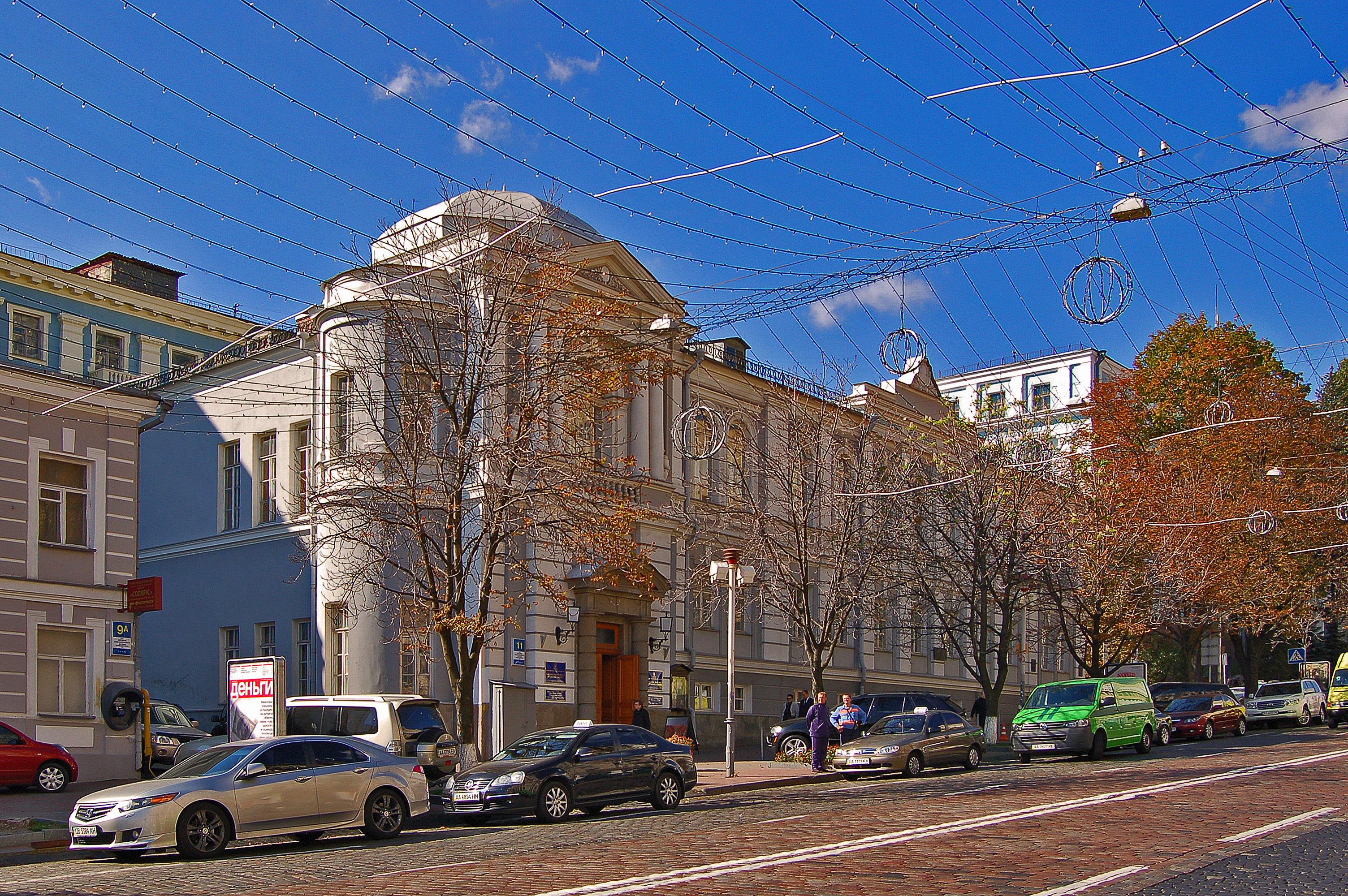
Museum im Jahr 2012

## Gebäude
Das Museum befindet sich in einem 1870 im spätklassizistischen Stil vom Architekten O. Ja. Schylle (ukr. О. Я. Шилле) als Schulgebäude des von Hryhorij Galagan gegründeten Galagan-Kolleges errichteten, heute denkmalgeschützten Gebäude auf der Bohdan-Chmelnyzkyj-Straße Nummer 11 im innerstädtischen Rajon Schewtschenko.